# Tequila (grup de música)
Tequila fou un conjunt hispano-argentí de rock fundada cap al 1975 per dos argentins, Ariel Rot (guitarra) i Alejo Stivel (veu), i tres espanyols, Julián Infante (guitarra), Felipe Lipe (baix) i Manolo Iglesias (bateria), popular durant l'època de la transició democràtica espanyola. Alguns dels seus temes més coneguts foren «Salta», «Quiero besarte» i «Rock and Roll en la plaza de un pueblo». El 1978 va participar en la quarta edició del Festival Canet Rock. El conjunt es dissolgué l'any 1982 arran de les contínues discussions dels seus membres.

## Discografia
- Matrícula de honor (1978)

1. Rock & roll en la plaza del pueblo
2. Necesito un trago
3. Voy a hacerte un gran favor
4. Las vías del ferrocarril
5. Desabrochando
6. Nena, qué bien te ves
7. Buscando problemas
8. Mala leche
9. El ahorcado
10. Vacaciones en Copacabana
11. Abre el día
12. Israel

- Rock and roll (1979)

1. Rock and roll
2. Y yo qué sé
3. Rock del ascensor
4. Todo se mueve
5. Quiero besarte
6. Matrícula de honor
7. Mister Jones
8. Hoy quisiera estar a tu lado
9. El barco
10. Me vuelvo loco

- Viva! Tequila! (1980)

1. Mira esa chica
2. Que el tiempo no te cambie
3. Despistado
4. Es sólo un día más
5. Ring ring
6. Déjenme dormir
7. No llores
8. Las cosas que pasan hoy
9. Necesito un amor
10. Dime que me quieres

- Confidencial (1981)

1. Me voy de casa
2. Nena
3. No me dejes solo
4. Ya soy mayor
5. Dónde está mi brújula
6. Número uno
7. Esta chica no es para ti
8. Estoy en la luna
9. Qué pasa conmigo
10. Salta!!

Recopilatoris
- Éxitos (1982)
- Tequila (1990)
- Tequila Forever (1999)
- Salta!!! (2001)
- Lo mejor de la edad de oro del pop español (2001)
- Vuelve Tequila (2008)